# Lamprempis superba
Lamprempis superba är en tvåvingeart som beskrevs av Friedrich Hermann Loew 1861. Lamprempis superba ingår i släktet Lamprempis och familjen dansflugor.
Artens utbredningsområde är Kuba. Inga underarter finns listade i Catalogue of Life.